# Honour for Women National Campaign
La Honour for Women National Campaign (en español: Campaña Nacional Honor a la Mujer) es un movimiento nacional que promueve el fin de la violencia contra la mujer en India. Fue fundado por la activista por los derechos de las mujeres, Manasi Pradhan, en el año 2009, e impulsado después del caso de violación en grupo en Delhi en 2012, bajo los auspicios de la OYSS Women.

## Historia
El principal objetivo del movimiento es poner fin a la violencia contra las mujeres en India y garantizar la justicia económica, social y política para todas las mujeres del país.
Emplea una estrategia múltiple para luchar contra la amenaza de la violencia contra las mujeres en India, que incluye: puestos de información sobre los derechos de la mujer, festivales, encuentros, literatura, exhibiciones audiovisuales, obras de teatro callejeras, entre otras; para crear conciencia sobre las disposiciones legales e institucionales para luchar contra las atrocidades contra las mujeres. Por otro lado, ejerce presión sobre el Estado mediante la movilización de la opinión pública y una campaña constante enfocada en cambios institucionales y medidas correccionales para contener la violencia contra las mujeres.

### Carta de Reivindicaciones
Después de un esfuerzo de cuatro años que involucró una serie de seminarios, talleres y consultas a nivel nacional y estatal, con la participación de partes interesadas de toda la India, el movimiento elaboró el borrador del documento: Poner fin a la violencia contra las mujeres: Una hoja de ruta nacional.
Por recomendación de un subcomité que hizo una lectura minuciosa del borrador, se decidió que el movimiento se centraría en una carta de demanda de cuatro puntos que podría implementarse a nivel de los gobiernos estatales lo antes posible. Luego de garantizar la implementación de la carta de demanda, el movimiento pasaría al siguiente nivel de presión para lograr reformas administrativas, judiciales y policiales más integrales.
Los cuatro puntos de la reivindicación son:
1. Restricción total de la venta de alcohol.
2. Entrenamiento de defensa personal para mujeres como parte del currículo educativo.
3. Fuerzas de protección especial para la seguridad de las mujeres en cada distrito.
4. Tribunal acelerado y un área especial de investigación y procesamiento en cada distrito.[3][9]

### Nirbhaya Vahini
Como medida de presión para que los gobiernos estatales implementaran la carta de demanda de cuatro puntos del movimiento, a principios de 2014, se creó una unidad de mujeres soldados llamada Nirbhaya Vahini. La unidad cuenta con más de 10 000 voluntarias, desde mujeres trabajadoras y amas de casa hasta estudiantes.